# Melodije srca
Melodije srca (s podnaslovom Revija mode, plesa in glasbe) je opereta v treh dejanjih Janka Gregorca na libreto Hinka Stepančiča.
Krstna predstava operete je bila v ljubljanski Operi 28. decembra 1943 in je bila pri občinstvu lepo sprejeta. Datum krstne predstave je bil kar trikrat odložen zaradi bolezni interpretinje glavnega ženskega lika sopranistke Manje Mlejnik. Ker je tedaj v Ljubljani zaradi vojnih razmer veljala policijska ura, je bil začetek že ob 16.00. Dirigent predstave je bil skladatelj, režiser Emil Frelih in koreograf Peter Golovin.
Zadnja, druga postavitev operete je bila 64 let kasneje, in sicer 1. decembra 2007 v Žalcu. Ob tej priložnosti je besedilo predelal Henrik Neubauer, ki je ob tem zapisal, da je to najboljša slovenska opereta.

## Vloge
- Amalija Mirtič, vdova
- Silva, njena hči - sopran
- Vera, nečakinja - sopran
- Anda in Katja, Silvini prijateljici - sopran
- Marija Barilič, vdova iz Trsta
- Marjan, njen sin in priznani tenorist - tenor
- Zvonko Okretič, Marjanov tajnik - tenor
- Anton Arnič, vodja veleblagovnice Noblesa - bas
- Gizela, modna risarka pri Noblesi
- Viktor, kurir
- Marjan, ravnatelj hotela
- Marijana, sobarica v Grand hotelu
- baron Milavski, aristokratski potomec
- Teobald, bankir in svak Marije Barilič - tenor
- Ala, njegova soproga - sopran
- radijski napovedovalec - tenor
- novinarji, hotelski gostje, natakarji, blejski fantje ...

## Vsebina

### Prvo dejanje
Spomlad 1940, modna revija v Veleblagovnici Noblesa.
Na modni reviji nastopajo kot manekenke študentke, ki si tako služijo denar za študij na glasbeni akademiji. Vodja veleblagovnice Anton Arnič najavlja modele, ki jih je kreirala modna risarka Gizela. Med obiskovalci je tudi baron Milavski, ki je zaljubljen v manekenko Silvo. Ob koncu ji želi izročiti šopek, ki pa ga prestreže v barona zaljubljena Gizela. Po koncu revije manekenke pobarajo Arniča, ki ga ljubkovalno kličejo Striček, kakšna bo prihodnja prireditev. Razkrije jim, da bo povezana s pesmijo na temo melodij srca. Silva poskusno zapoje to pesem, vendar ugotovijo, da potrebujejo še moški glas, in sicer tenorista. 
Na vratih veleblagovnice se tik pred njenim zaprtjem pojavi Zvonko Okretič, ki za svojega nadrejenega nujno potrebuje novo kravato za večerni nastop. Med Zvonkom in študentko Vero se zgodi ljubezen na prvi pogled. V trgovino zatem pride še nestrpni Marjan, ki čaka svojega tajnika s kravato. Dekleta ga prepoznajo in ga obkrožijo, želeč njegov avtogram. Prepričajo ga, da jim nekaj zapoje. Marjan se zagleda v Silvo, ki ji podari šopek z mize. Ker jo poljubi, je Silva ogorčena. 
Zvonko pred odhodom vsem navzočim podari vstopnice za večerno predstavo. Vsi z veseljem sprejmejo povabilo, le Silva se obotavlja, saj jo je srečanje zmedlo. 

### Drugo dejanje
Bled, pozno poletno popoldne.
Na vrtu hotela vlada sproščeno vzdušje. Ob zvokih glasbe pleše veliko parov, med njimi so tudi Striček, Vera, Gizela in Milavski. Amalija Mirtič jih opazuje izza svoje mize. Baron med plesom Gizeli nerodno stopi na nogo, a mu nezgodo oprosti. Napovedovalec navzoče povabi na večerni dobrodelni koncert v veliki dvorani, kjer bo nastopil tenorist Marjan Barilič. Vera postane srečna, saj bo tako spet videla Zvonka. 
Striček in Amalija si v pesmi izpovesta naklonjenost, Vera in Zvonko pa po njegovem prihodu javno objavita zaroko. 
S partije tenisa se vrneta tudi Silva in baron; slednji jo je želel osvajati, a Silva ni pristala. Se je pa baronu dobrikala Gizela, ki ju je spremljala.
V hotel pride Ala Barilič, ki ima podpisano pogodbo za hotelske nastope, hkrati pa želi osvojiti Marjanovo srce. Pojavi se Marjan, ki daje intervjuje. Vmes dobi brzojavko, da se bo večernega nastopa udeležila tudi njegova mati. Mimo pride Silva, vendar ji Marjan zastavi pot. Ona je ljubosumna, saj je prepričana, da je poročen ali pa ima že drugo dekle. Njeno ljubosumje podkrepi natakar, ki Marjanu naznani prihod gospe Barilič.
Večerni koncert se prične z baletnim nastopom, sledi Alin nastop ter španski ples. Na koncu nastopi še Marjan, ki zapoje pesem Srce vklenila si. Po nastopu se Marjan izvije nadležni Ali in prisede k Stričkovemu omizju, Silva pa pobegne v hotel. 

### Tretje dejanje
Bled, dva dni kasneje.
Blejski fantje se pripravljajo, da bodo po baronovemu naročilu zapeli podoknico Silvi. Pridruži se jim tudi Marjan. Na oknu pa se pojavi Gizela, ki presenečenemu baronu vrže nagelj.
Pred hotelom se pojavi Alin mož Teobald. Tja pride tudi Ala. V pogovoru z njo jo Marija Barilič skuša prepričati, naj pusti pri miru njenega sina in se raje posveti možu. Ta sliši njun pogovor, zato se s soprogo dogovorita, da skupaj odpotujeta daleč stran in pozabita na napako.
Marija sedaj sreča še Silvo, ki ji pove, da je Marjanova mati, Ala pa da je poročena z njenim sorodnikom. Ko Silva to sliši, je presrečna, saj so tako pregnani vsi ljubosumni dvomi. V hipu se z Marjanom pobotata in tudi sama objavita zaroko. Ob vseh lepih novicah sedaj tudi Striček navzočim naznani, da se bo poročil z Amalijo. Baronu tako ne ostane drugega, kot da tudi sam privoli v poroko z Gizelo. Opereta se tako srečno konča z nastopom vseh navzočih.
Zveni najlepša bajna melodija v dnu srca,
žari veselje, v prsih igra sreča nam vsa.
Če ljubezen melodijo sladko nam zaigra,
ves svet ovija bajna melodija z dna srca.
Rodi se v srcu sreča, radost in bridko gorje
in bolečine čuti prav vse nase srce.
Če ljubezen melodije sladko nam zaigra,
ves svet ovija bajna melodija srca.